# Iglesia de San Juan Bautista de Huaytará
La Iglesia de San Juan Bautista es la principal iglesia en la ciudad de Huaytará. Está bajo propiedad de la Iglesia católica.
La planta es de forma trapezoidal. Los muros son en base de sillar y adobe. Tiene hornacinas trapezoidales de doble y triple jamba.
Fue construido en el siglo XV por el Inca Yupanqui (Pachacútec). Fue transformado en iglesia sobre lo que sería un templo inca en el siglo XVI con la llegada de los españoles.